# Mommio
Mommio è una frazione del comune italiano di Fivizzano, nella provincia di Massa-Carrara, in Toscana.

## Geografia fisica
Mommio è situata nella valle del torrente omonimo che in località Restì dà forma alle affascinanti Marmitte dei Giganti, vasche naturali scolpite dall’acqua nei secoli. La frazione è situata ad 8 km ad est del capoluogo comunale Fivizzano e si trova alle pendici meridionali dell'Alpe di Mommio.

## Storia
Il 5 maggio 1944 Mommio fu rastrellata dalle truppe tedesche supportate da quelle della Repubblica Sociale Italiana. Dopo uno scontro a fuoco con una formazione partigiana, i nazifascisti catturarono una ventina di uomini del villaggio e li fucilarono dopo averli seviziati. Mentre gli ostaggi venivano trucidati il borgo fu saccheggiato e quasi totalità delle case venne bruciato.

## Monumenti e luoghi d'interesse
- Chiesa di San Martino, danneggiata dal sisma del 1920, presenta una semplice facciata a capanna ed un interno a navata unica.[3]
- Monumento ai martiri dell'eccidio di Mommio

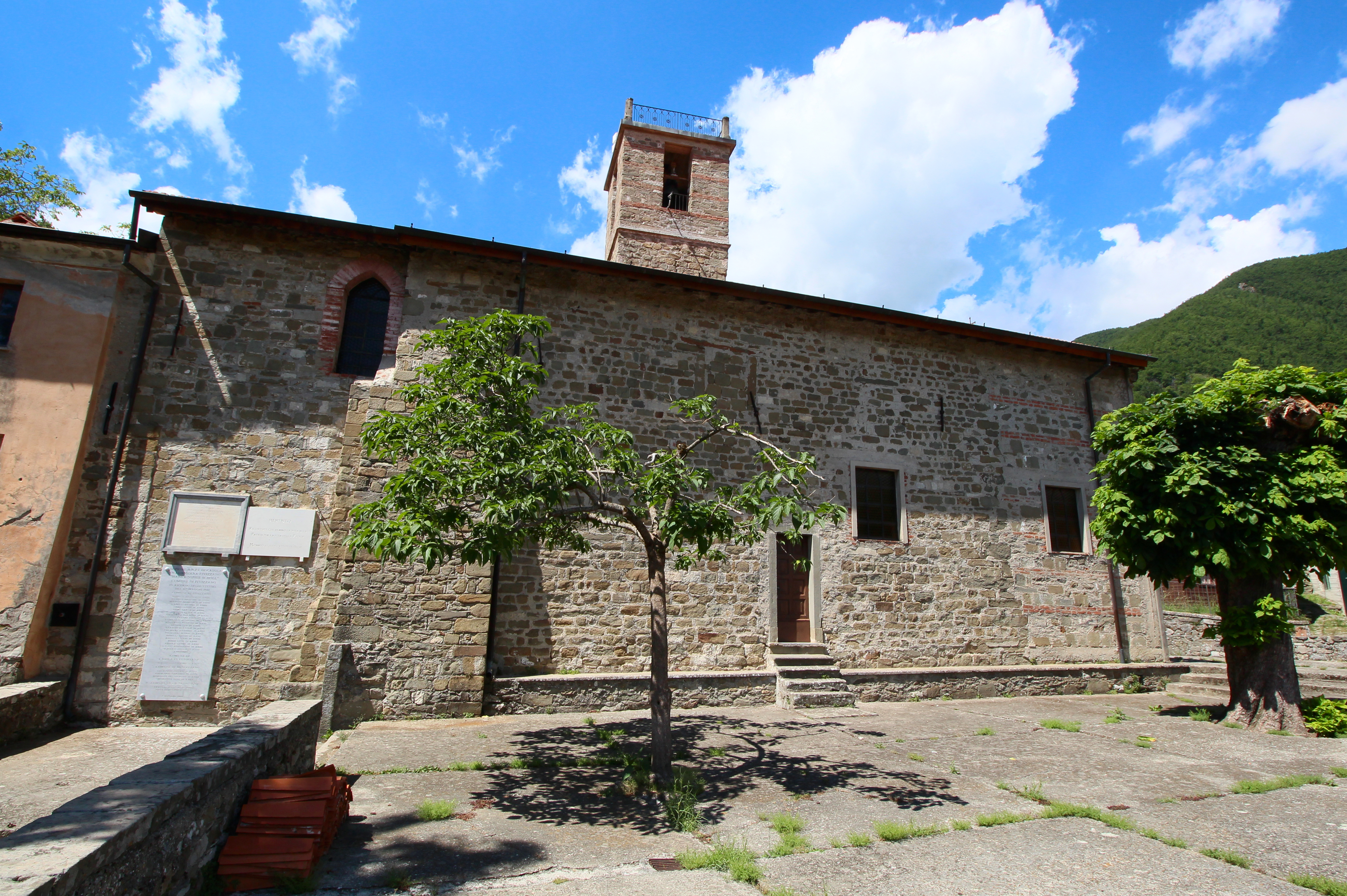
La chiesa di San Martino
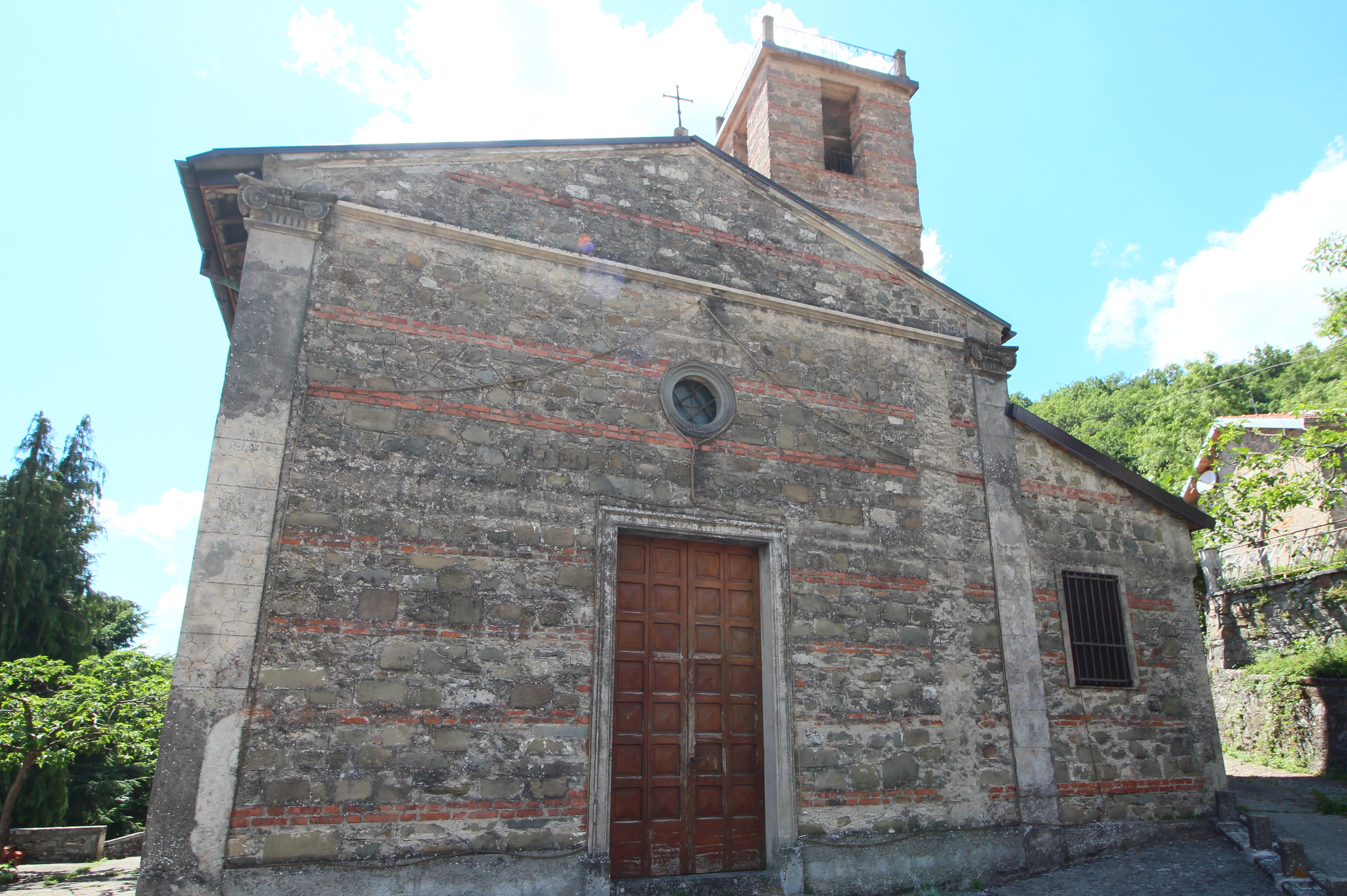
La facciata della chiesa